# Sphaerotrochalus rufosignatus
Sphaerotrochalus rufosignatus är en skalbaggsart som beskrevs av Hermann Julius Kolbe 1910. Sphaerotrochalus rufosignatus ingår i släktet Sphaerotrochalus och familjen Melolonthidae. Inga underarter finns listade i Catalogue of Life.